# Anna Castelli Ferrieri

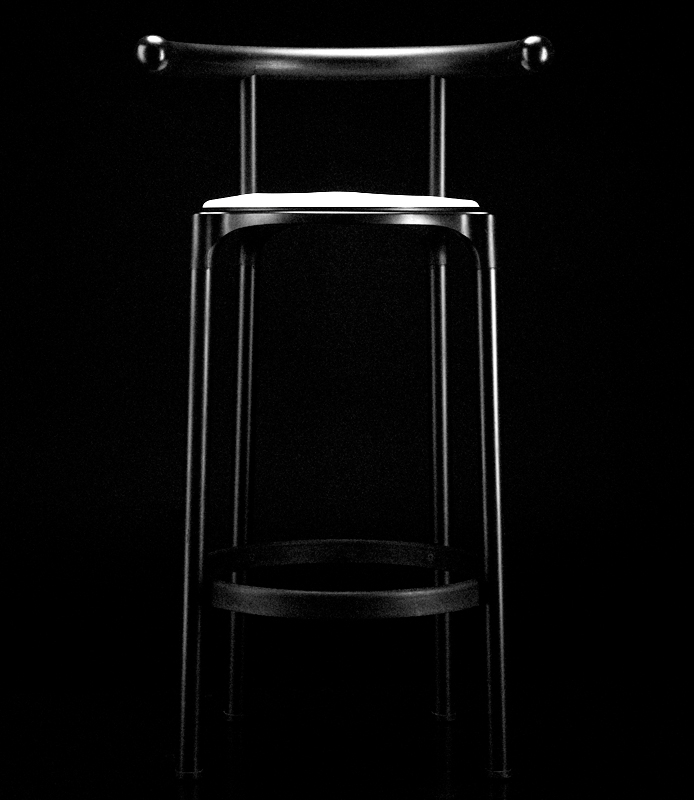
Hocker 4855 designt von Anna Castelli Ferrieri für Kartell

Anna Castelli Ferrieri (* 6. August 1920 in Mailand, Italien; † 22. Juni 2006 ebenda) war eine italienische Architektin und Chef-Designerin der Firma Kartell.

## Leben
Castelli Ferrieri, Tochter eines Journalisten und Gründers des Magazins Il Convegno, lernte bereits in jungen Jahren James Joyce, Thomas Mann und Luigi Pirandello kennen. Zu Studienzeiten hatte sie Kontakt zu Le Corbusier, fand aber in dem italienischen Rationalisten Franco Albini ihren Lehrmeister. Sie studierte von 1938 bis 1943 bei Franco Albini am Mailänder Polytechnikum Architektur und war eine der dortigen ersten Architektur-Absolventinnen. Sie war Gründungsmitglied des Movimento di studi per l'architettura (MSA) in Mailand.
1946 war sie Mitherausgeberin der Architekturzeitschrift Casabella-Costruzioni in Mailand und fünf Jahre lang italienische Korrespondentin für das Londoner Magazin Architectural Design. 1946 gründete sie ihr eigenes Büro in Mailand. Sie war in dieser Zeit mit Städteplanung befasst, sie baute Wohn- und Krankenhäuser, Kirchen und Industriegebäude. 1952 wurde sie Mitglied im Istituto Nazionale di Urbanistica. Zusammen mit Ignazio Gardella arbeitete sie von 1959 bis 1973 an Architekturprojekten. Zu ihren wichtigen Werken gehört der Hauptsitz von Kartell, der Villa Via Marchiondi und der Büros und Fabrikationsgebäude von Alfa Romeo. Über ihre Arbeit als Architektin bemerkte sie: „Du hast die freie Wahl. Und gerade deshalb hast du eine riesige Verantwortung. Nichts ist weniger frei als die Freiheit.“
1949 gründete ihr Ehemann Giulio Castelli, ein Chemiker, der mit dem Nobelpreisträger Giulio Natta studiert hatte, den Möbelhersteller Kartell, der weltweit führend wurde in Design und Herstellung von Kunststoffmobiliar. Als Architektin entwarf Castelli Ferrieri 1966 das Kartell-Gebäude in Binasco und wurde Designberaterin, 1976 bis 1987 war sie Art Director von Kartell, wo sie aus hochmodernem Kunststoff Objekte entwarf. Weltweit bekannt wurde sie mit dem Baukastensystem „Componibili“. Während ihrer Zeit bei Kartell arbeitet sie für weitere italienische Unternehmen: Arflex, Floordesign, Lanerossi, Giorgetti, Matrix, Matteo Grassi und Barovier & Toso.
1983 organisiert sie die Ausstellung Esitere come Donna im Palazzo Reale in Mailand, einer Ausstellung über die Emanzipationsgeschichte der Frau vom achtzehnten Jahrhundert bis heute.
Sie war Dozentin für Industriedesign an der Mailänder Universität von 1984 bis 1986. Bis 1992 lehrte sie an der Designschule Domus-Akademie und war 1956 Mitbegründerin und Vorsitzende der Gesellschaft für Industriedesign (ADI). Ihre Entwürfe erhielten zahlreiche internationale Preise, darunter der Compasso d'Oro, die wichtigste italienische Auszeichnung für Industriedesign. Für die Ausstellung 4:3 – 50 Jahre italienisches und deutsches Design in der Kunsthalle Bonn im Jahre 2000 konzipiert sie gesonderte Entwürfe.
Castelli Ferrieri gehörte zusammen mit Pier und Achille Castiglioni, Gae Aulenti, Ettore Sottsass und Joe Colombo dank ihres schlichten, sachlichen Stils zu den bedeutendsten Designern der italienischen Nachkriegszeit. Einige ihrer Arbeiten sind in New York in der ständigen Ausstellung des Museum of Modern Art und des Centre Georges-Pompidou in Paris zu sehen.

## Werke (Auswahl)
- 1949–1955 Villa Via Marchiondi, Mailand (Italien)
- 1966 Kartell-Gebäude, Binasco (Italien)
- 1966 Runde Kunststofftische 4993/94 für Kartell (mit Ignazio Gardella)
- 1967 Rechteckige Containerelemente 4970/84 aus ABS-Kunststoff
- 1969 Baukastensystem Componibili
- 1976 Kunststoff-Salatbesteck
- 1979 Hocker 4822/44
- 1979 Stapelstuhl No. 4870
- 1981 Kunststoffsessel 4855
- 1982 Quadratischer Kunststofftisch Nr. 4300
- 1985 Kunststoffstuhl 4870
- 1986 Tisch/Hocker Tavello 4810
- 1986 Kunststoffstuhl 4873 (alle für Kartell)
- 1990 Sofa Segnale (für Arflex)
- 1993 Besteck Hannah (für Sambonet)
- 1994 Tisch Contralto (für Ycami)
- 1996 Besteck Segnale (für Sambonet)
- 1997 Glas Goto (für Barovier & Toso)

## Auszeichnungen
- 1947 Goldmedaille der Triennale, Mailand
- 1950 Goldmedaille der Triennale, Mailand
- 1973 Deutscher Bundespreis Gute Form für ihre Stapelelemente 4970
- 1979 Product Design Award, New York
- 1979 Compasso d’Oro für das von ihr geleitete Atelier Centrokappa
- 1984 Product Design Award, New York
- 1983 I.D. Annual Design Award, USA
- 1987 Compasso d’Oro für ihren für Kartell entwickelten Stapelstuhl 4870
- 1994 Compasso d’Oro für ihr für Sambonet entworfenes Metallbesteck Hannah
- 1999 den "Kölner Klopfer" der Studierenden der Köln International School of Design KISD